# Phil for Short
Phil for Short er en amerikansk stumfilm fra 1919 af Oscar Apfel.

## Medvirkende
- Evelyn Greeley som Damophilia Illington
- Charles Walcott
- James A. Furey som Pat Mehan
- Jack Drumier som Donald MacWrath
- Ann Eggleston som Eliza MacWrath